# Domínio do mar

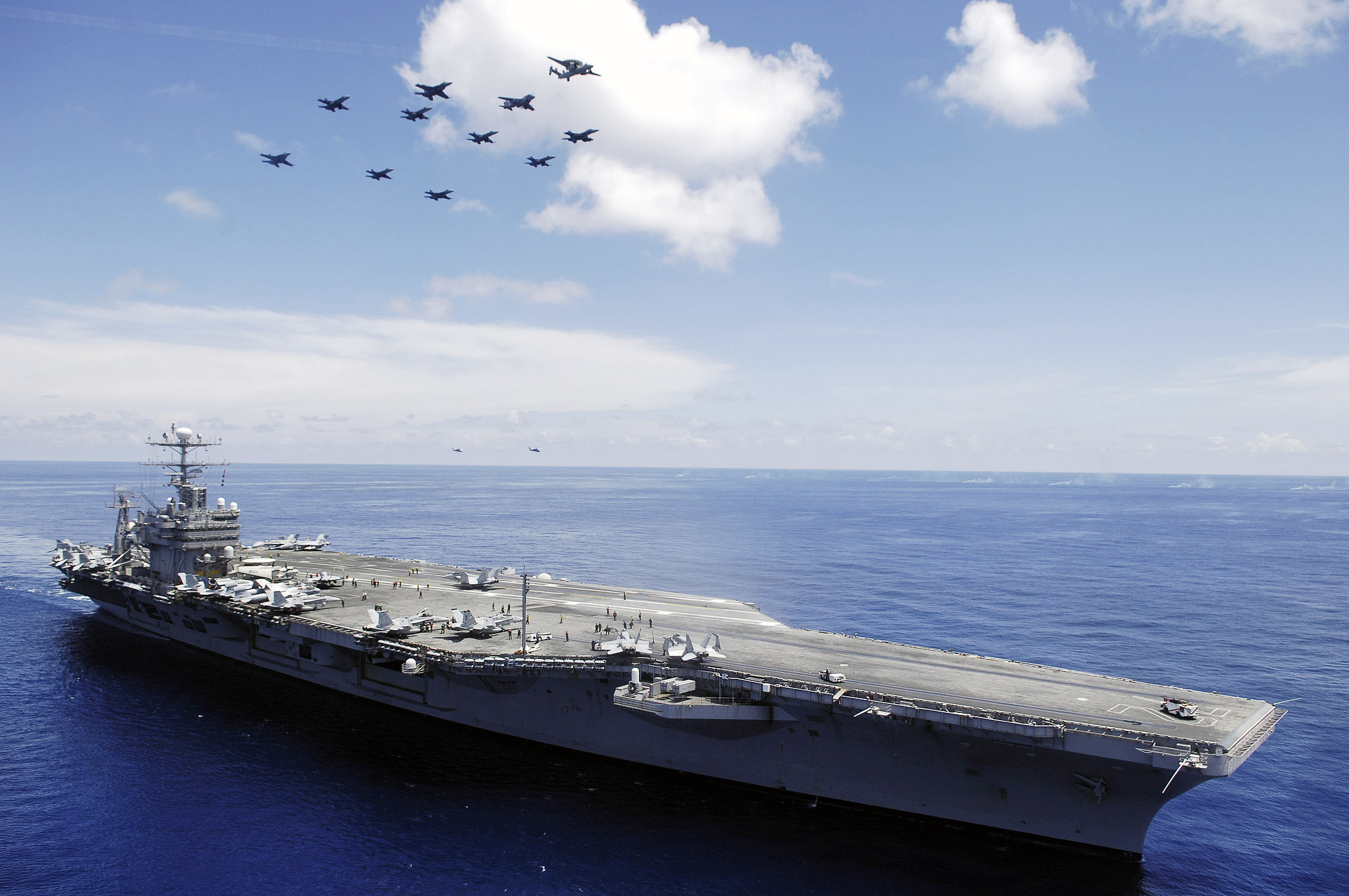
Porta-aviões USS Abraham Lincoln (CVN-72), instrumento de projeção de poder global da Marinha dos Estados Unidos

Na guerra naval, o domínio do mar é uma condição de superioridade de uma potência naval sobre outra, quando a potência mais fraca não ousa atacar diretamente e só a potência mais forte tem plena liberdade de usar o mar para conduzir seu comércio e mover seus exércitos. A maioria dos teóricos navais define-o como o controle sobre as linhas de comunicação marítimas. O mar não pode ser fisicamente controlado da maneira como se controla o espaço na guerra terrestre. Dominar as linhas de comunicação marítimas não é um fim em si mesmo, mas um caminho para que uma potência naval possa estrangular a economia do inimigo com um bloqueio e projetar poder sobre terra onde quiser. Levado ao extremo, seria o acesso a todos os litorais.
Alguns pensadores navais como Cyprian Bridge entronam o domínio do mar como o meio principal da guerra naval. Classicamente, conquista-se o domínio do mar encontrando e destruindo a frota inimiga — o que Alfred Thayer Mahan chamaria de "batalha decisiva". Ele propunha um poder naval concentrado e ofensivo. Após a destruição da frota oponente, não haveria oposição séria a outras operações navais. Mas como observado por Julian Corbett, a frota mais fraca não se apresentaria voluntariamente para ser destruída e preferiria se esconder num porto bem defendido, continuando a influenciar o teatro de operações como uma "esquadra em potência". Outras formas de conquistar o domínio do mar são a contenção da frota inimiga, o controle de pontos de estrangulamento, como estreitos e canais, e a captura de posições e bases inimigas.
Teóricos mais recentes preferem falar em controle de área marítima ou controle do mar, considerando que o domínio do mar tem conotações de um domínio absoluto, impossível de se estabelecer. Mas mesmo os teóricos mais antigos, como Mahan (1840–1914) e Corbett (1854–1922), reconheciam que o domínio do mar é relativo: ele tem gradações e é obtido num tempo e área específicos. Numa guerra entre dois oponentes fortes, não haverá pleno domínio do mar. Uma distinção possível entre os conceitos seria que o domínio do mar é de escala estratégica, e o controle do mar, operacional e tático.
O inverso da moeda é a negação do uso do mar, ou seja, a obstrução ao controle do mar pelo inimigo, ou ao aproveitamento de tal controle. Ele é a alternativa ao controle do mar para as potências navais mais fracas, ou às potências fortes em teatros nos quais estejam fracas. A perda do domínio do mar por um lado não necessariamente significa que o outro lado adquire o domínio.